# Philonthus spinipes
Philonthus spinipes är en skalbaggsart som beskrevs av Sharp 1874. Philonthus spinipes ingår i släktet Philonthus, och familjen kortvingar. Arten är reproducerande i Sverige.